# استانداری زنجان
استانداری زنجان یک نهاد مرتبط سازمان امور اداری کشور و نمایندهٔ دولت جمهوری اسلامی ایران در استان زنجان است که در شهر زنجان واقع شده است.

## مدیریت
استان زنجان بیستمین استان ایران از نظر مساحت است.
استان زنجان بر اساس آخرین تقسیمات کشوری، دارای ۸ شهرستان، ۱۹ بخش، ۲۱ شهر، ۵۰ دهستان و ۹۸۱ آبادی دارای سکنه است. در نتیجه سرشماری سال ۹۵، جمعیت کل استان زنجان یک میلیون و ۵۷ هزار و ۴۶۱ نفر برآورد شد.

### فرمانداری‌ها[۶]
- فرمانداری زنجان
- فرمانداری خدابنده
- فرمانداری ابهر
- فرمانداری خرمدره
- فرمانداری طارم
- فرمانداری ایجرود
- فرمانداری ماه‌نشان
- فرمانداری سلطانیه

## بودجه
درآمد عمومی استان زنجان در سال ۱۳۹۹، ۲۱۷۳ میلیارد تومان و هزینه‌های استانی ۲۷۰۰ میلیارد تومان بوده است. همچنین استان زنجان ۱٫۵ درصد بودجه کشور را به خود اختصاص داده است.